# Протасий (епископ Рязанский)

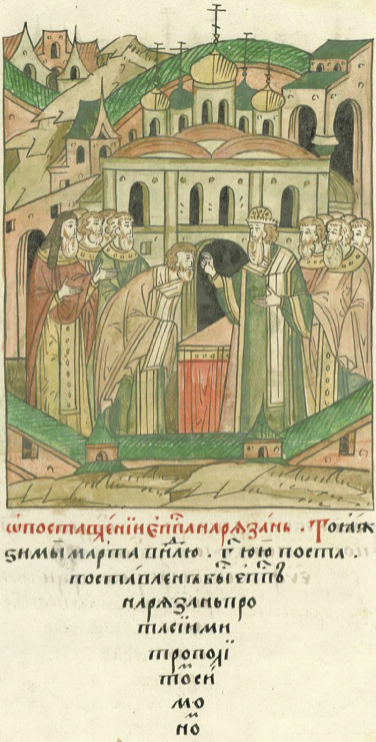
Посвящение Протасия в епископы рязанские

Епископ Протасий (ум. апрель 1520) — епископ Русской церкви, епископ Рязанский и Муромский.

## Биография
Был уроженцем окрестностей Мурома. Принял постриг и прожил более или менее длительное время в подмосковном Троице-Сергиевом монастыре, который в этот период как никогда был близок к великокняжескому двору и Всероссийской кафедре.
18 декабря 1496 года хиротонисан во епископа Рязанского и Муромского; хиротонию возглавил митрополит Симон.
В 1498 году участвовал в венчании на царство князя Димитрия Иоанновича.
С апреля 1503 года по сентябрь 1504 года присутствовал на соборе, созванном по вопросам о невзимании с поставляемых священнослужителей мзды за хиротонию и о запрещении священнодействовать вдовым священникам.
В мае 1509 года был на соборе, возникшем по поводу распри между митр. Новгородским Серапионом и Иосифом, игуменом Волоколамского монастыря, на котором архиепископ Новгородский Серапион был низведён с кафедры и лишён архиерейства.
В августе 1511 года вместе с другими епископами участвовал в хиротонии Варлаама в митрополита Всероссийского.
В 1516 годы отказался от управления епархией.
Скончался на покое в апреле 1520 года.